# Жучков, Игорь Николаевич
Игорь Николаевич Жучков (род. 10 мая 1963) — советский и российский дзюдоист, призёр чемпионатов СССР и России, обладатель Кубка СССР 1986 и 1987 годов, чемпион и призёр командных чемпионатов Европы, чемпион мира среди студентов, серебряный призёр Игр доброй воли 1986 года, мастер спорта России международного класса. Выступал в весовой категории до 60 кг.

## Спортивные результаты
- Чемпионат СССР по дзюдо 1984 года — ;
- Чемпионат СССР по дзюдо 1985 года — ;
- Кубок СССР по дзюдо 1986 года — ;
- Кубок СССР по дзюдо 1987 года — ;
- Чемпионат России по дзюдо 1994 года — ;